# Brestovská jaskyňa
Die Brestovská jaskyňa (deutsch Höhle von Brestová) befindet sich auf dem Nordhang der Westtatra in der Schutzzone des Nationalparks, östlich der Gemeinde Zuberec (Okres Tvrdošín), trägt der Namen der nahen Siedlung Brestová und liegt unweit des Freilichtmuseums Orava. Der Eingang für den Schauhöhlenbereich befindet sich auf 867 m n.m. Die bisher entdeckte Länge beträgt fast 1,9 km, davon ist ein 217 m langer Teil seit dem September 2016 touristisch erschlossen.
Die Höhle ist örtlich seit jeher bekannt und lockte Abenteurer und Schatzsucher an. Der polnische Forscher Tytus Chałubiński erwähnte 1866 „eine Höhle nahe der Quelle des Baches Studená voda“, in den 1880er Jahren folgte polnischer Wirtschaftswissenschaftler und Tatra-Kletterer Jan Gwalbert Pawlikowski, der auch eine Erschließung der Höhle überlegte. In der Tschechoslowakei untersuchten 1925 Soldaten aus einer Militärgarnison in Dolný Kubín die Höhle, gefolgt im Jahr 1949 durch Mitglieder der gerade gegründeten Slowakischen speläologischen Gesellschaft. Neue Höhlenräume wurden 1979 bei einem Tauchversuch entdeckt, als die Taucher einen Siphon überwinden konnten. Ebenfalls im Jahr 1979 wurde die Höhle als Nationales Naturreservat ausgerufen.
Die Brestovská jaskyňa entstand in einem unterirdischen hydrologischen System, durch Wasseraktivität des Baches Studený potok und seiner Zuflüsse. Sie wurde in mesozoischen Gesteinseinheiten aus Ramsaudolomit und Guttensteiner Kalk gebildet. Die Sinterdekoration ist überwiegend durch Tropfsteinröhrchen und möhrenförmige Stalaktiten repräsentiert.
Die Lufttemperatur beträgt zwischen 4 und 6 °C. Es sind neun Fledermaus-Arten bekannt, davon am häufigsten kommen die Große Hufeisennase (Rhinolophus ferrumequinum) und das Mausohr (Myotis myotis) vor. Weiter sind hier an unterirdische Karstwasserläufe gebundene Tierarten von Bedeutung, wie etwa Krustentierarten Diacyclops languidoides, Niphargus tatrensis und Bathynella natans. Aus den Karpaten-Endemiten sind Mesoniscus graniger aus der Ordnung von Asseln sowie Ischyropsalis manicata aus der Ordnung von Weberknechten hervorzuheben.